# Сосновка (Костанайская область)
Сосновка (каз. Соснов) — село в Аулиекольском районе Костанайской области Казахстана. Входит в состав Новоселовского сельского округа. Находится в Аманкарагайском сосновом бору примерно в 16 км к западу от районного центра, села Аулиеколь. Код КАТО — 393645400.

## Население
В 1999 году население села составляло 629 человек (301 мужчина и 328 женщин). По данным переписи 2009 года, в селе проживало 500 человек (257 мужчин и 243 женщины).